# 达尼埃尔·杜米特雷斯库
达尼埃尔·杜米特雷斯库（羅馬尼亞語：Daniel Dumitrescu，1968年9月23日—），罗马尼亚男子拳击运动员。他曾代表罗马尼亚参加1988年和1992年夏季奥林匹克运动会拳击比赛，其中1988年奥运会获得一枚银牌。